# テレビ朝日月曜9時枠の連続ドラマ
テレビ朝日月曜9時枠の連続ドラマ（テレビあさひげつようくじわくのれんぞくドラマ）は、過去7期にわたってテレビ朝日系列局が月曜21時台に編成していたテレビドラマの作品一覧である。編成時間および放送作品それぞれの制作局は、時期によって異なる。

## 歴史
当初は21:00 - 21:30に編成の30分枠であった。その当時は海外ドラマと時代劇が放送作品の主流で、毎日放送が番組制作を担当していた。同じく毎日放送制作の『皇室アルバム』が放送時間を変更するにしたがって本枠は徐々に拡大していき、1969年10月6日からの『日本任侠伝』（第2シリーズ）で1時間枠に固定された。そしてこの作品からNETテレビ（現・テレビ朝日）が制作を担当するようになったが、TBSの『月曜ロードショー』の影響で人気が低下し、1年で中断。その後は音楽番組が続いた。
1975年3月末に関西地区で行われたいわゆる腸捻転の解消により、朝日放送制作ドラマがTBS系列の木曜21:00枠からNET系列の本枠へ移行したため、それまでこの時間帯に放送されていた『にっぽんの歌』を一時中断し、朝日放送制作の『霧の感情飛行』を開始するが人気は無く、作品は5か月で終了。『にっぽんの歌』の放送が再開され、ドラマ枠は一旦火曜20:00枠へと移された。
火曜20:00枠からの復帰直後には『月曜ロードショー』を相手に健闘していたが、フジテレビが萩本欽一を起用した『欽ちゃんの9時テレビ』→『欽ドン!良い子悪い子普通の子』の放送を開始すると人気は急降下。1981年10月19日放送の『警視庁殺人課』の最終回をもって連続ドラマは長期の中断に入り、以来この時間帯では日本映画と2時間ドラマの放送が続いた。
それから5年後の1986年10月20日からはこの時間帯に『月曜ドラマ9』が編成されたが、『欽ドン!』や『月曜ロードショー』には敵わずに半年で終了し、ドラマは事実上終了した。その後はバラエティ番組を放送するが、フジテレビが『欽ドン!』に代えて月9ドラマの放送を開始して人気を上げ、お株を取られてしまう。この枠で月9に対抗できる番組は、1989年7月に『ビートたけしのTVタックル』がスタートするまで待たなければならなかった。
2025年現在は『Qさま!!』というバラエティ番組枠が放送されている。

## 作品リスト
▲マークのある作品は海外ドラマ。

### 第1期
- テキサン（1963年9月 - 1964年3月）▲ - 『皇室アルバム』との枠交換によって15分繰り上げ。この作品から21:00 - 21:30での放送および毎日放送製作。
- それからの武蔵（月形龍之介主演版）（1964年3月23日 - 1965年4月12日）
- 竜馬がゆく（中野誠也主演版）（1965年4月19日 - 11月22日）
- おーい雲!（1965年11月29日 - 1966年3月28日）
- ゴーゴー・フラバルー（1966年4月4日 - 6月27日）▲ - 月曜19:30枠から移動。
- デイトで踊ろう（1966年7月4日 - 9月26日）

### 第2期
- 鞍馬天狗（大瀬康一主演版）（1967年2月6日 - 9月25日）
- 西部の用心棒（1967年10月2日 - 12月25日）▲
- ガンマン無用（1968年1月1日 - 6月24日）▲
- 世紀のデット・ヒート（1968年7月1日 - 9月30日）▲

### 第3期
- 男になりたい（1968年10月7日 - 1969年3月31日） - この作品から21:00 - 21:41での放送。引き続き毎日放送製作。
- なんでも引きうけ候（1969年4月7日 - 6月30日）
- 結婚Uターン（1969年7月7日 - 9月29日）

### 第4期
- 日本任侠伝（第2シリーズ）（1969年10月6日 - 12月29日） - この作品から21:00 - 21:56での放送およびNETテレビ（テレビ朝日）製作。
- 剣豪（1970年1月5日 - 3月30日）
- 男一番!タメゴロー（1970年4月6日 - 9月28日）

### 第5期
- 霧の感情飛行（1975年4月7日 - 8月25日） - この作品のみ21:00 - 21:55での放送および朝日放送製作。

### 第6期
- 新幹線公安官（第2期）（1978年4月3日 - 9月25日） - この作品から21:00 - 21:54での放送。
- 亭主の家出（1978年10月2日 - 1979年3月26日） - 九州朝日放送（幹事局）・テレビ朝日・朝日放送・北海道テレビ・東日本放送・名古屋テレビ・瀬戸内海放送・広島ホームテレビ共同製作。
- 赤穂浪士（1979年4月16日 - 12月24日）
- 草野球・草家族（1980年1月14日 - 7月14日）
- サンキュー先生（1980年9月8日 - 1981年3月23日）
- 警視庁殺人課（1981年4月13日 - 10月19日）

## 参考資料
- キー局番組変遷編成ひょ〜[出典無効]

| NET系列 月曜21:00枠                                                                                             | NET系列 月曜21:00枠                                                                | NET系列 月曜21:00枠 |
| 前番組 | 番組名                                                                             | 次番組 |
| --- | ---------------------------------------------------------------------------------- | --- |
| 皇室アルバム （ - 1963年9月） ※21:00 - 21:15 【月曜21:15枠へ移動】テキサン ※21:15 - 21:45 【月曜21:30枠へ移動】 | テレビ朝日月曜9時枠の連続ドラマ （1963年9月 - 1966年9月26日）                      | 歌う夢のステージ |
| 歌う夢のステージ                                                                                                | テレビ朝日月曜9時枠の連続ドラマ （1967年2月6日 - 1970年9月28日）                   | 9時のビッグヒット |
| NET系列 月曜21:41枠                                                                                             |                                                                                    | |
| 皇室アルバム （1963年10月 - 1968年9月） ※21:30 - 21:45 【月曜21:45枠へ移動】                                    | テレビ朝日月曜9時枠の連続ドラマ （1968年10月7日 - 1969年9月29日） 【放送枠拡大分】 | ミニ番組 ※21:41 - 21:45皇室アルバム （1968年10月 - 1969年9月） ※21:45 - 22:00 【金曜22:00枠へ移動】                      |
| NET系列 月曜21:00枠                                                                                             |                                                                                    | |
| にっぽんの歌（第1期） （1972年10月2日 - 1975年3月24日）                                                         | テレビ朝日月曜9時枠の連続ドラマ （1975年4月7日 - 8月25日）                         | にっぽんの歌（第2期） （1975年9月1日 - 9月29日）                                                                         |
| テレビ朝日系列 月曜21:00枠                                                                                      |                                                                                    | |
| 新にっぽんの歌・花のスタジオセブン （1977年10月3日 - 1978年3月27日）                                            | テレビ朝日月曜9時枠の連続ドラマ （1978年4月3日 - 1981年10月19日）                  | ゴールデンワイド劇場 （1981年10月26日 - 1982年9月27日） ※20:02 - 21:48ANNニュース ※21:48 - 21:54 【月曜20:54枠から移動】 |
| 月曜ワイド劇場 （1985年10月7日 - 1986年9月22日） ※20:02 - 21:54                                                 | テレビ朝日月曜9時枠の連続ドラマ （1986年10月20日 - 1987年3月23日）                 | eat9 （1987年4月6日 - 1988年9月26日）                                                                                    |